# Quang Thuận
Quang Thuận là một xã thuộc huyện Bạch Thông, tỉnh Bắc Kạn, Việt Nam.

## Địa lý
Xã Quang Thuận có vị trí địa lý:
- Phía bắc giáp xã Đôn Phong và thành phố Bắc Kạn
- Phía đông giáp thành phố Bắc Kạn
- Phía nam giáp huyện Chợ Mới
- Phía tây giáp xã Dương Phong.

Xã Quang Thuận có diện tích 37,79 km², dân số năm 2019 là 1.931 người, mật độ dân số đạt 51 người/km².
Xã có tuyến tỉnh lộ 257 chạy qua, kết nối với trung tâm thành phố Bắc Kạn và huyện Chợ Đồn. Sông Cầu chảy qua xã Quang Thuận theo chiều tây-đông.

## Hành chính
Xã Quang Thuận được chia thành 12 bản: Nà Đinh, Nà Chạp, Nà Thoi, Boóc Khún, Khuổi Pjẩu, Nà Kha, Nà Lẹng, Nà Vài, Nà Líu, Nà Hin, Phiêng An 1, Phiêng An 2.